# Aiuto sono mia sorella
Aiuto sono mia sorella è un film per la televisione del 1996 diretto da Blair Treu con protagoniste Katherine Heigl e Danielle Harris.

## Trama
(Tagline del film)
Alexia e Hayley sono due sorelle completamente diverse tra di loro: Alexia, la maggiore, ha un ragazzo fisso, è disinteressata alla scuola e ha come unico pensiero la moda; Hayley, la minore, è l'opposto della sorella, infatti è interessata molto allo studio e poco alla moda e i ragazzi. Tutto cambia quando Hayley, vedendo una stella cometa, esprime il desiderio di essere Alexia. L'indomani le sorelle si svegliano rispettivamente una nel corpo dell'altra.